# Region Metropolitalny Santiago
Region Metropolitalny Santiago albo Region Metropolitalny  (hiszp. Región Metropolitana de Santiago) – jeden z 16 regionów Chile. Stolicą tego regionu i Chile jest Santiago. Większość centrów handlowych i administracyjnych znajduje się w tym regionie. Znajduje się tam także główny międzynarodowy port lotniczy w Chile – Port Lotniczy Arturo Merino Benitez.
Jest to jeden z najmniejszych chilijskich regionów (15 403,2 km²), ale zarazem najbardziej zaludniony (7 112 808 mieszkańców według spisu z roku 2017). Jest to również jedyny śródlądowy region kraju.

## Prowincje regionu
- Chacabuco
- Cordillera
- Maipo
- Melipilla
- Santiago
- Talagante